# FeWas
FeWas ist eine Fernbedienbare Waffenstation, welche von Dynamit Nobel Defence GmbH entwickelt wurde, in Lizenz von der International Golden Group in den Vereinigten Arabischen Emiraten hergestellt und auf Oshkosh M-ATV bei der Militärintervention im Jemen seit 2015 eingesetzt wird.

## Kriegswaffenexportgenehmigung
Im Juni 2009 hat das Kabinett Merkel I die "Ausfuhr von Waffenstationen sowie Baugruppen und Herstellungsausrüstung für Waffenstationen für militärische Geländewagen und Radpanzer " im Wert von 81 Millionen Euro in die Emirate genehmigt.

## Vertragsabschluss
2009 auf der International Defence Exhibition in Abu Dhabi hatte die International Golden Group aus den Emiraten mit Dynamit Nobel einen Vertrag über 215 Millionen US-Dollar abgeschlossen, welcher die Einfuhr fertiger Waffenstationen aus Deutschland sowie den Transfer der Technologie für die Lizenzproduktion in den Emiraten beinhaltet.

## Einsatz
Am 13. Juni 2018 rückte eine von den Vereinigten Arabischen Emiraten ausgerüstete jemenitische Armee in Richtung Hafenstadt al-Hudaida vor. Das Hauptfahrzeug ist ein Oshkosh M-ATV mit einer Dynamit Nobel FEWAS-Waffenstation, die wahrscheinlich von Söldnern der Emiraten betrieben wird.